# Львовка (Красноярский край)
Львовка — деревня в Боготольском районе Красноярского края России. Входит в состав Большекосульского сельсовета. Находится примерно в 13 км к западу от районного центра, города Боготол, на высоте 281 метра над уровнем моря.

## Население
| 2010 |
| ---- |
| 3    |

Гендерный состав
По данным Всероссийской переписи населения 2010 года 2 мужчины и 1 женщина из 3 чел.

## Улицы
Уличная сеть деревни состоит из одной улицы (ул. Львовка).